# Nurzec-Stacja
Nurzec-Stacja – osada w Polsce położona w województwie podlaskim, w powiecie siemiatyckim, w gminie Nurzec-Stacja. 
Miejscowość jest siedzibą gminy Nurzec-Stacja, rzymskokatolickiej  parafii Matki Bożej Częstochowskiej. Natomiast prawosławni mieszkańcy wsi należą do parafii św. Dymitra w Żerczycach. 
Znajduje się tu Nadleśnictwo Nurzec, szkoła podstawowa, przedszkole publiczne, ośrodek zdrowia, posterunek policji, Ochotnicza Straż Pożarna, biblioteka publiczna oraz stacja kolejowa Nurzec.

## Historia
Zaczątkiem miejscowości była osada robotników pracujących przy budowie linii kolejowej Białystok–Siedlce w 1904 roku.
Według Powszechnego Spisu Ludności z 1921 roku osadę zamieszkiwało 156 osób, wśród których 81 było wyznania rzymskokatolickiego, 30 prawosławnego, 7 ewangelickiego a 38 mojżeszowego. Jednocześnie 91 mieszkańców zadeklarowało polską przynależność narodową, 26 białoruską, 1 niemiecką a 38 żydowską. Było tu 16 budynków mieszkalnych.
Do 1934 roku osada Nurzec-Stacja (położona na północ od torów) znajdowała się w gminie Milejczyce, a stacja kolejowa Nurzec (z położonym na południe od torów osiedlem Zaolzie) w gminie Radziwiłłówka w powiecie bielskim. 16 października 1933 obie miejscowości utworzyły dwie odrębne gromady w poszczególnych gminach. 1 października 1934 przeprowadzono obszerne zmiany granic gmin w powiecie bielskim, w związku z czym stację kolejową przeniesiono ze zeniesionej gminy Radziwiłłówka do gminy Milejczyce, gdzie została zintegrowana z osadą Nurzec-Stacja w jedną gromadę o nazwie Nurzec Stacja Kolejowa. Ponadto 16 kwietnia 1936 gromadę Nurzec Stacja Kolejowa połączono z gromadą Nurzec (we wsi Nurzec) w jedną gromadę o nazwie Nurzec. Podział na dwie gromady (Nurzec i Nurzec-Stacja) przywrócono ponownie 1 czerwca 1951
W sierpniu 1942 Niemcy utworzyli w Nurcu getto dla ludności żydowskiej. Mieszkało w nim ok. 250 osób. Getto zostało zlikwidowane na początku listopada 1942, a jego mieszkańców wywieziono do getta w Kleszczelach.
W czasie okupacji niemieckiej Armia Krajowa przeprowadziła tutaj akcję mającą na celu uwolnienie Żydów transportowanych koleją do obozu zagłady w Treblince. Wydarzenie to opisuje relacja zawarta w książce:Zagłada Żydów (1939–1945) (wydanie II poprawione i poszerzone, oprac. Julian Grzesik, Lublin 2008): "W grudniu 1942 r. patrol AK dowodzony przez sierżanta „Sępa" (Kazimierz Wyszyński) zatrzymał pod Nurcem na wschód od Siemiatycz pociąg wiozący Żydów transportowanych z Wilna do Treblinki. Ci nie chcieli opuścić wagonów. Partyzanci trzymając w szachu litewskich konwojentów, którzy zabarykadowali się w swym wagonie, tłumaczyli Żydom, że jadą na pewną śmierć. W odpowiedzi usłyszeli, że jadą nie na śmierć, lecz do pracy, bo kazano im zabrać potrzebne do niej narzędzia."
Rozwój miejscowości związany był z uruchomieniem tartaków i kaflarni działających w okresie międzywojennym i powojennym. Tartak w Nurcu-Stacji do 1994 roku zaliczano do największych w rejonie nadbużańskim.
Na terenie miejscowości w latach 1954-1999 znajdowała się jednostka wojskowa Wojska Polskiego (JW3748).
W latach 1954–1972 wieś należała i była siedzibą władz gromady Nurzec-Stacja. W latach 1975–1998 miejscowość administracyjnie należała do województwa białostockiego.

## Zabytki
- dworzec kolejowy, XIX/XX, nr rej.:A-59 z 27.08.2003
- wieża ciśnień, nr rej.:A-59 z 27.08.2003[15].

Zabytki Nurca-Stacji
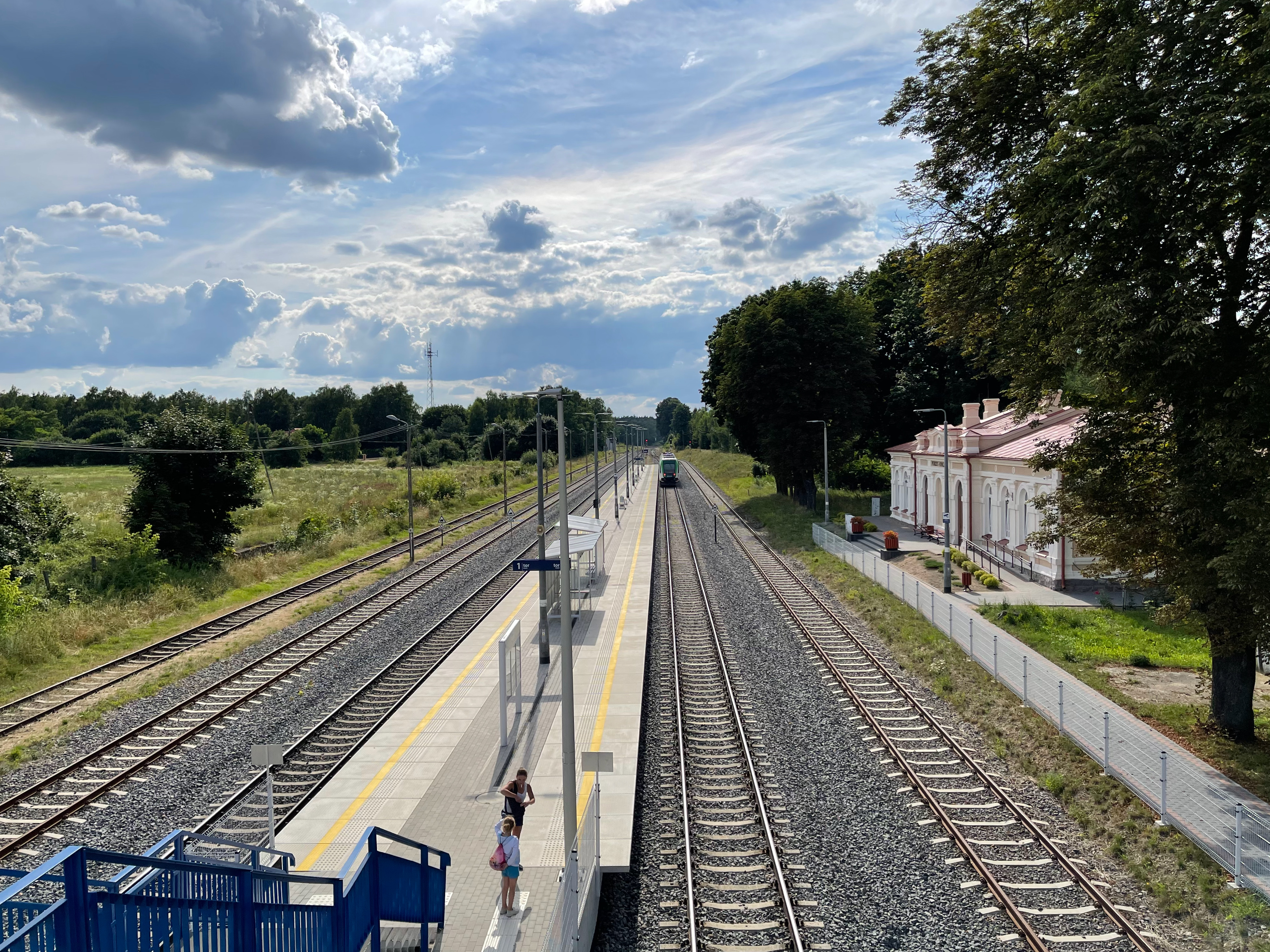
Stacja kolejowa Nurzec
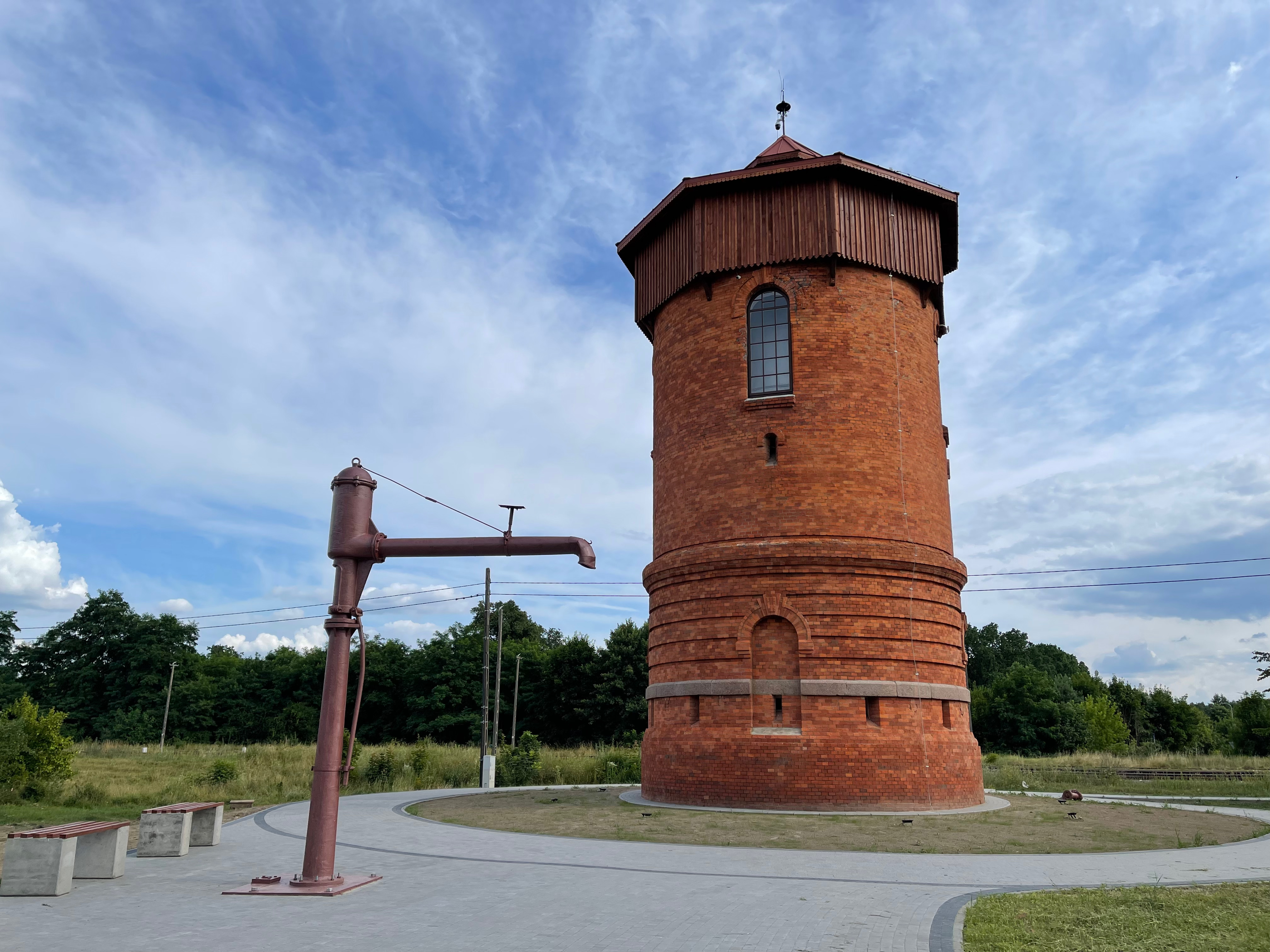
Wieża ciśnień obok dworca w Nurcu-Stacji